# Plínio Barbosa Martins
Plínio Barbosa Martins (Entre Rios, atual Rio Brilhante, 16 de setembro de 1926 — São Paulo, 5 de outubro de 1998) foi um advogado e político brasileiro. Foi prefeito de Campo Grande e deputado federal por dois mandatos. Era irmão de Wilson Barbosa Martins, ex-governador de Mato Grosso do Sul.

## Prefeito

### A carreira política
Em 1961, elege-se vereador em Campo Grande, pela UDN. Seria o primeiro cargo eletivo de Plínio Martins. Seu irmão já tinha sido eleito prefeito em 1958, e seria eleito deputado federal em 1962.

### Ditadura militar
Em 1964, os militares tomam o poder e instauram a Ditadura no Brasil. Apesar desse fato, Plínio Martins se elege prefeito de Campo Grande pelo MDB, então partido de oposição à Ditadura.

### A prefeitura
Como prefeito, Plínio Martins deu ênfase ao lado social. Os professores municipais recebiam salários altos, pela valorização da classe. Em sua gestão, foram construídos os primeiros ginásios nas regiões periféricas da cidade. Criou o "Plano Diretor de Campo Grande", com a criação de diversas melhorias para Campo Grande, como a criação de um núcleo industrial, o planejamento da expansão urbana, a criação de "anéis" rodoviários, em torno da cidade entre outras melhorias, presentes até hoje.

## Deputado
Depois do mandato de prefeito, Plínio Martins dedicou-se à advocacia. Em tempos de regime militar, ele era juiz-auditor. Com a iminência de ser cassado pelo AI-5, renunciou ao cargo. Foi então, dar aulas na Faculdade de Direito de Campo Grande.
Em 1970, candidata-se ao Senado pelo MDB, sendo derrotado por Filinto Müller (ARENA). Em 1976, elege-se vereador. Em 1978, novamente candidata-se ao Senado, sendo derrotado por Pedro Pedrossian.
Em 1982, Wilson Barbosa Martins elege-se governador do novo Estado do Mato Grosso do Sul, impingindo derrota ao candidato governista Pedro Pedrossian. Plínio, nessa mesma eleição, é candidato a deputado federal e elege-se, também pelo PMDB.
Em 1986, seu irmão elege-se para o Senado e ele, novamente, elege-se deputado federal, agora Constituinte.
Em 1988, candidata-se a prefeito, mas é derrotado por Lúdio Martins Coelho.
Quando acaba seu mandato constituinte, decide abandonar a política, dedicando-se à sua fazenda.